# Randal Bryant
Randal Everitt Bryant est un informaticien américain né le 27 octobre 1952, connu pour l'introduction des diagrammes de décision binaire.

## Biographie
Bryant grandit à Birmingham (Michigan) ; il étudie à partir de 1970 à l'université du Michigan où il obtient un baccalauréat en mathématiques appliquées (B. Sc.) en 1973 et, à partir de 1974, au Massachusetts Institute of Technology, où il obtient un Ph. D. en 1981 sous la direction de Jack B. Dennis. Le titre de sa thèse est A Switch-Level Simulation Model of Integrated Logic Circuits . 
En tant que chercheur postdoctoral, il est professeur adjoint au California Institute of Technology (Caltech). Depuis 1984, il enseigne à l'université Carnegie-Mellon, d'abord comme professeur assistant, en 1987 comme professeur associé et à partir de 1992 comme professeur titulaire. 
De 1999 à 2004, il dirige le département d'informatique ; il est doyen de l'école d'informatique à partir de 2004. 
Depuis 2020, il est professeur émérite « Founders University Professor of Computer Science Emeritus ».
En 1990-1991, il est chercheur invité aux laboratoires Fujitsu de Kawasaki, au Japon.

## Recherche
Randal Bryant est connu pour ses systèmes de vérification formelle du matériel numérique. Son article de 1986 intitulé « Graph-Based Algorithms for Boolean Function Manipulation » sur la manipulation formelle des fonctions booléennes sous forme de diagrammes de décision binaires est l'un des articles les plus cités en informatique. Il a également développé des méthodes de vérification utilisant des programmes de simulation matérielle à différents niveaux d'abstraction.

## Prix et distinctions
- 1998 : Prix Paris-Kanellakis avec Edmund M. Clarke, Ken McMillan (en), et Allen Emerson)
- 2009 : Prix Phil-Kaufman (en)
- 2007 : Prix IEEE Emanuel R. Piore.

Il est membre de : 
- IEEE
- Association for Computing Machinery (ACM)
- National Academy of Engineering (2003)
- American Academy of Arts and Sciences (2010).

## Autres responsabilités
De 1989 à 1995, il est rédacteur associé et de 1995 à 1997, il est rédacteur en chef de IEEE Transactions on Computer-Aided Design of Integrated Circuits and Systems.

## Publications (sélection)
- Randal Bryant, « Graph-Based Algorithms for Boolean Function Manipulation », IEEE Transactions on Computers, vol. C-35,‎ 1986, p. 677-691 (DOI 10.1109/tc.1986.1676819, présentation en ligne, lire en ligne)

Réimpression dans M. Yoeli (éditeur), Formal verification in Hardware Design, EEEComputer Society Press, 1990, « Graph-Based Algorithms for Boolean Function Manipulation », p. 253–267
- Randal E. Bryant, « Symbolic Boolean manipulation with ordered binary-decision diagrams », ACM Computing Surveys, vol. 24, no 3,‎ 1er septembre 1992, p. 293–318 (DOI 10.1145/136035.136043, S2CID 1933530, lire en ligne) — Un tutoriel et une mise à jour.

- Randal E. Bryant et Christoph Meinel, « Ordered binary decision diagrams », dans S. Hassoun et T. Sasao (éditeurs), Logic Synthesis and Verification, Kluwer, 2001
- Randal E. Bryant et James H. Kukula, « Formal Methods for Functional Verification », dans A. Kuehlmann (éditeurs), The Best of ICCAD: 20 Years of Excellence in Computer-Aided Design, Kluwer, 2013, p. 3-16

- Randal E. Bryant et Marijn J. H. Heule, « Generating Extended Resolution Proofs with a BDD-Based SAT Solver », ACM Transactions on Computational Logic, vol. 24, no 4,‎ 25 juillet 2023, p. 31:1–31:28 (DOI 10.1145/3595295)

- Randal E. Bryant et David O'Hallaron, Computer systems: a programmer's perspective, Prentice-Hall, 2003, xxviii + 978 (ISBN 978-0-13-178456-7) — Deuxième édition : 2011.